# 国立上海医学院
国立上海医学院是中華民國第一所国立医学院，由国立中央大学医学院于1932年独立建校而成。国立中央大学医学院由国立中央大学1927年在上海创办，是中国国立大学所创办的第一所医学院；初名国立第四中山大学医学院，1928年2月改名为国立江苏大学医学院，1928年5月改名为国立中央大学医学院；1932年独立为国立上海医学院。淞滬會戰後學校一度西遷。1949年中华人民共和国成立后，于1952年去“国立”二字，成上海第一医学院；1985年升格为大学，改為上海医科大学。2000年并入复旦大学，保留“上海医学院”名称。